# 萨拉·巴尔泽尔
萨拉·巴尔泽尔（法語：Sara Balzer，1995年4月3日—）生于斯特拉斯堡，是一名法国女子击剑运动员，主攻佩剑。她的母亲是阿尔及利亚人，父亲则来自阿尔萨斯。她在童年时也曾尝试过其他运动，八岁时跟随姐姐的脚步开始接触击剑运动，不久后她很快爱上这项运动。14岁时，她首次赢得全国锦标赛17岁以下组冠军，2013年，她加入法國國家體育學院，并修读心理学课程。后来她又在争取数字通讯的学士学位。